# Rayman Legends
Rayman Legends è un videogioco a piattaforme ed è il quinto capitolo principale della serie Rayman, sviluppato in 2D da Ubisoft Montpellier e pubblicato da Ubisoft per PlayStation 3, Xbox 360, PlayStation Vita e Wii U e Windows il 30 agosto 2013 in Europa e il 3 settembre in Nord America, posticipando l'uscita della versione Nintendo in modo che corrispondesse con le altre due versioni.
La versione PlayStation 4 e Xbox One è uscita il 21 febbraio 2014. Nel 2017, è uscita anche una versione per Nintendo Switch, la più recente console Nintendo e nel 2021 anche per Google Stadia. Sono stati distribuiti anche tre spin-off su dispositivi mobili: nel 2013  Rayman Fiesta Run per iOS, Windows Phone e dispositivi Android, nel 2015 Rayman Adventures per iOS e dispositivi Android, e nel 2019 Rayman Mini per iOS.

## Trama
Rayman, Globox e i Teensy hanno dormito indisturbati per un secolo. Durante questo periodo, gli incubi del Polokus sono aumentati (essendo il creatore del mondo i suoi incubi diventano reali) e pronti a disseminare caos e distruzione, in più si scopre che Il Mago (antagonista di Rayman Origins) è sopravvissuto e si è diviso in cinque parti. Murfy perciò chiede aiuto ai nostri eroi per fermare queste nuove minacce; essi dovranno aprirsi la strada attraverso diversi mondi che fondono storie di mito e leggenda, la cui entrata è un quadro che li rappresenta, per salvare tutti i Teensy e le principesse rapite, oltre a fermare i 5 Teensy Oscuri pronti a vendicarsi.

## Modalità di gioco
Rayman Legends è, come il predecessore, un videogioco a piattaforme a scorrimento orizzontale, composto da sette zone da esplorare scandite da una serie di livelli (le cui ambientazioni sono un ibrido tra 2D e 3D) collegati tra loro. Una volta sconfitti tutti i nemici e liberati i Teensy imprigionati in ogni livello, si raggiunge il penultimo livello in cui ci sarà un boss da affrontare, e l'ultimo è un livello musicale le cui azioni del personaggio corrispondono al ritmi della colonna sonora. I Teensy permettono di sbloccare nuovi mondi e attività bonus.
Rayman può collezionare dei Lum sparsi per i vari livelli, che permettono di sbloccare nuovi personaggi e guadagnare trofei aumentando il livello di Miticaggine.

### Livelli
Vi sono in totale 120 livelli, suddivisi in sette mondi. Si dividono in diverse categorie:
- Livelli classici, cioè livelli in cui si dovranno liberare 10 teensy rinchiusi in delle gabbie o legati sui pali, tra cui un Re e una Regina nascosti in aree segrete. Si dovranno raccogliere 600, 300 o 100 Lum in base al livello per ottenere una coppa d’oro.

- Livelli Murfy, che hanno le stesse caratteristiche dei livelli classici, ma si può contare sull’aiuto di Murfy, che aiuta il protagonista a liberare la strada o a sconfiggere nemici. Nelle versioni Wii U e PS Vita si può controllare Murfy con il touch-screen.

- Livelli invasione, cioè livelli presi d’assalto dai nemici di altri mondi, in cui si deve correre contro il tempo per liberare tre teens legati a dei razzi entro 40, 50 e 60 secondi. 6 di questi livelli sono invasi da Rayman oscuro che, come nel primo videogioco della serie, insegue il personaggio ricopiando le sue stesse mosse qualche secondo dopo.

- Salva la Principessa, dei livelli basati sulla velocità o sulla tecnica che servono per salvare le 10 principesse del gioco, tra cui Barbara.

- Livelli boss, dove si dovranno sconfiggere i boss del gioco in battaglie in 3D. Questi livelli si concludono tirando un pugno caricato ai Teen Oscuri venendo intrappolati in un pianeta abitato da diavoli.

- Livelli musicali, le cui azioni fatte dal personaggio corrispondono ai ritmi di sottofondo della colonna sonora, che non è altro che un rifacimento di canzoni come Black Betty e Eye of the Tiger.

- Ritorno alle Origini, dei livelli rimasterizzati di Rayman Origins, con nuove gabbie e segreti. Sono sbloccabili tramite i Grattafortuna.

- Sfide di Murfy, che comprendono 5 livelli in esclusiva per la versione PS Vita per sbloccare due eroi.

- Il tocco di Murfy, in esclusiva per la versione Nintendo Switch, sono gli stessi livelli Murfy ma da riaffrontare usando il touch-screen, e comprendono 126 nuove gabbie.

## Livelli musicali
Nel gioco sono presenti 6 livelli musicali, di cui alcuni richiamano delle reali canzoni.
1. Castello roccheggiante in "Teensy nei guai", che richiama il brano dei Ram Jam: Black Betty
2. Caos orchestrale in "Storia gracidante"
3. Follia Mariachi in "Fiesta de los Muertos", che richiama il brano dei Survivor: Eye of the Tiger
4. Glu glu in "20 000 Lum sotto i mari", che richiama il brano delle 5.6.7.8's: Woo Hoo
5. Ammazzadraghi in "Olympus Maximus", che richiama il brano dei Trust: Antisocial
6. Coppa delle nonne in "La festa dei morti gaudenti"

Nella versione Wii U, tramite il GamePad, in modalità multigiocatore è possibile controllare Murfy in questi livelli: se si toccano a ritmo dei bottoni (presenti tuttavia anche nelle altre versioni), questi ultimi evocano una serie di Lum viola. Tutto ciò funziona anche nella versione per Nintendo Switch, ma solo tramite un glitch.
Nel mondo La festa dei morti gaudenti  vengono riproposti gli stessi livelli ma in versione 8-Bit, dove si vede bombato, con la neve, a quadratini o in tante immagini. Questi livelli inoltre non hanno i checkpoint.

## Poteri
- Potere di attaccare: consente al giocatore di eseguire ogni tipo di attacco: pugni, calci e ceffoni (Rayman e Globox), magia (Teensy), spadate (principesse), pugno in picchiata, colpo in corsa e colpo caricato.
- Potere di planare/volare: Consente di planare per raggiungere punti più lontani (volare in caso di correnti di aria dal basso), o di rallentare una caduta.
- Potere di nuotare: Consente di immergersi nell'acqua fino in fondo e di nuotare liberamente in essa.
- Potere di rimpicciolirsi: Dà la possibilità al giocatore di inserirsi negli spazi più piccoli. Si può diventare piccoli anche grazie alle trombette che rimpiccioliscono o fanno tornare normali. Quando si viene rimpiccioliti, gli attacchi normali faranno spostare fortemente il personaggio anche da fermo, oltre che il colpo caricato viene disabilitato e sostituito da un attacco normale.
- Potere di camminare sui muri: Questo potere consente di camminare su ogni superficie verticale che sia raccordata al terreno. L'attacco consentito sarà solo quello in corsa e una volta eseguito non arresterà il processo.

A differenza del gioco precedente, Rayman Origins,  i poteri si posseggono dall'inizio.

## Boss
1. Un gigantesco dragone medievale.
2. Un possente rospo corazzato e armato.
3. Un luchador gigante chiamato El Chili.
4. Un drago meccanico guidato dal Teensy Oscuro dei mari.
5. Una nube oscura vivente che assume varie forme.

Questi dopo si trovano nel Ritorno alle Origini, una rimasterizzazione del gioco Rayman Origins.
1. Una pianta carnivora gigante piena di aculei chiamata Carnivòra.
2. Un uccello gigante che si sconfigge a bordo di Moskito.
3. Un altro uccello gigantesco con una corona in testa, Mocking Bird.
4. Un gigantesco drago purpureo con un cappello da chef chiamato El Stomacho.
5. Un'anguilla gigante che si sconfigge a bordo di Moskito.
6. Una specie di drago marino con molte zampe, Creveton.
7. Una statua cosparsa di spine chiamata Golly G. Golem guardiano del picco mistico.
8. Un immenso mostro tentacolare con tantissimi occhi noto come Big Mama.

## Accoglienza
| Pubblicazione  | Punteggio                                                                                     |
| -------------- | --------------------------------------------------------------------------------------------- |
| Edge           | 9/10                                                                                          |
| GameTrailers   | 9.1/10                                                                                        |
| IGN            | 9.5/10                                                                                        |
| GameSpot       | 9/10                                                                                          |
| Metarecensioni | Punteggio                                                                                     |
| GameRankings   | (WIIU) 93.00% (PS3) 91.81% (XONE) 91.67% (PS4) 90.43% (PC) 90.00% (X360) 88.88% (Vita) 83.33% |
| Metacritic     | (WIIU) 92/100 (XONE) 92/100 (PS3) 91/100 (PS4) 90/100 (X360) 90/100 (PC) 89/100 (Vita) 87/100 |

Rayman Legends è stato acclamato dalla critica per lo stile, la colonna sonora, l'animazione e il gameplay.
Il gioco ha anche avuto un buon successo commerciale vendendo oltre 1 500 copie nelle prime settimane d'uscita e la versione PS4 è la più venduta diventando uno dei videogiochi più venduti di sempre su PS4.